# Judy (The Pipettes)
Judy är en sång av The Pipettes, utgiven som singel i augusti 2005. Den nådde första plats på UK Indie Chart.
Originalutgåvan från 2005 är tryckt på rosa vinyl. Singelkonvolutet kan vecklas ut till en Pipette-klänning med polka dot-mönster.

## Låtlista
1. "Judy"
2. "It Hurts to See You Dance so Well"
3. "KFC" (featuring DJ Scotch Egg)

## Låtlista (återutgåva)
CD-singel
1. "Judy" (Single Mix)
2. "Simon Says"

Singel (vit vinyl)
1. "Judy" (Single Mix)
2. "Feminist Complaints"

Singel (blå vinyl)
1. "Judy" (Single Mix)
2. "The Burning Ambition of The Early Diuretics"

Digital nedladdning
1. "Judy" (Acoustic Version)